# Allocapnia jeanae
Allocapnia jeanae is een steenvlieg uit de familie Capniidae. De wetenschappelijke naam van de soort is voor het eerst geldig gepubliceerd in 1964 door Ross.
De soort komt voor in de Verenigde Staten.